# Grace Eniola Soyinka
Grace Eniola Soyinka, de son vrai nom  Jenkins-Harrison (1908-1983), est une commerçante nigériane, activiste et membre de la famille aristocratique Ransome-Kuti,.

## Biographie
Elle a co-fondé l'Union des femmes d'Abeokuta avec Funmilayo Ransome-Kuti, sa belle-tante. Ils protestaient contre les taxes introduites par l'Alake d'Abeokuta, souverain soutenu par les autorités coloniales. Ils retinrent les impôts et finalement les Alake abdiquèrent. Le syndicat, qui comptait 20 000 femmes, est finalement devenu une organisation nationale, l'Union des femmes nigériane.
Elle a grandi dans la maison de son grand-père, l'ecclésiastique et compositeur Josiah Ransome-Kuti. Sa mère, la première fille du révérend Ransome-Kuti, Anne Lape Iyabode Ransome-Kuti, a épousé M. Jenkins-Harrison. Dans son enfance, Grace Eniola avait été envoyée vivre avec ses grands-parents, oncles et tantes dont elle était proche.
Elle est morte à l'âge de 75 ans en 1983.